# جائزة أصيل للتميز

شعار جائزة أصيل للتميز.

جائزة أصيل للتميز هي جائزة تمنح للمدارس الأهلية والأجنبية والدولية ب منطقة الرياض، والتي تهدف إلى إبراز جوانب التميز لدى المنشآت التعليمية الخاصة. وتأتي الجائزة ضمن المبادرات النوعية التي تسعى من خلالها الإدارة العامة للتعليم بمنطقة الرياض إلى تحسين البيئة التعليمية المحفّزة للإبداع والابتكار ودعم التنافسية المعرفية في المنشآت التعليمة الخاصة في إطار مجالات رؤية المملكة 2030م.
تهدف إلى تحسين البيئة التعليمية المحفزة للإبداع و الابتكار والتنافس الإيجابي بين المدارس الأهلية و تأتى الجائزة لتعزيز مقومات الإبداع والابتكار بمدارس منطقة الرياض .و لتُفعّل دور المدارس في التوافق مع أهداف برنامج التحول الوطني وتحقيق رؤية المملكة، وذلك من خلال تحويل أنشطه المدارس اليومية إلى نتائج ذات كفاءة يمكن قياسها، والتنافس عليها وذلك عبر سبعة محاور أساسية.
و تعد جائزة أصيل للتميز، مشروعاً إبداعياً تطبيقياً حديثاً من نوعه، بمنهجية ذكية تعمل على تعزيز الاستفادة من الموارد المتوافرة، وتطبيق الأفكار الجديدة على أرض الواقع، و تنقسم الجائزة إلى مسارين:
1. مسار أصيل للتميز و هو جائزة مختصة بالمدارس الأهلية لتأصيل ثقافة الجودة والتميز وبث التنافس الإيجابي فيما بينها
2. مسار جائزة اصيل للمبادرات النوعية( مبادرة التعلم المتمركز حول الطالب، مبادرة تعزيز الانتماء الوطني، مبادرة المدرسة الإليكترونية المبدعة، مبادرة الانضباط المدرسي المتميز، مبادرة الاستثمار المالي الاحترافي، مبادرة صنع الابتكارات والاختراعات، مبادرة تعزيز الشراكة المجتمعية).[3]

وهذا الاستثمار الذكى للقدرات والطاقات توفر لها حوكمة الجائزة منصة رقمية نوعية متعددة النوافذ الرقمية و تمكنها من تتبع المشاريع و البرامج النوعية المميزة و الفريدة.
معايير جائزة أصيل
القيادة المؤثرة،	
البناء المؤسسي،	
القدرات البشرية واستثمارها،	
المنظومة التعليمية وتميزها،	
الجودة وضمان تطبيقها،	
البنية التقنية وتوظيفها،
المستفيدون واسعادهم
مراحل تقييم جائزة أصيل للتميز تقييم لتقرير أولي لتقويم ذاتي للمدرسة ويرفع لموقع الجائزة ويحدد من خلاله مدى استحقاق المدرسة للتقدم للجائزة في المرحلة الثانية أم لا تستحق ذلك . و بعد ذلك تقييم على تقرير التقويم النهائي للمدرسة المتقدمة على الجائزة والمرفوع على موقع الجائزة ثم يتم تحديد المدارس المرشحة للتقييم الميداني و في النهاية تقييم المدارس المرشحة من خلال الزيارة الميدانية التقييمية وغيرها .
قيم الجائزة
- الانتماء الوطني
- العمل المرسي
- استثمار الكفاءات
- الإبداع و الابتكار
- التحفيز و التشجيع
- التنافسية الايجابية
- العدل و الإنصاف

أهداف الجائزة 
تأصيل و تجذير الفكر التربوى القائم علي أن الطالب محو العملية التعليمية وركيزتها و التوعية بثقافة التميز الأصيل بما يخدم الطلبة أجيال المستقبل بمدارس التعليم الأهلي، و دعم التطوير و التجديد و الابداع في كافة المجالات التعليمية الإدارية و المالية بمدارس التعليم الأهلي و توفير بيئة جاذبة تنافسية محفزة لتقديم أفضل الممارسات و المبادرات النوعية، و تكريم المتميزين في جائزة أصيل للتميز في مدارس التعليم الأهلي بفروعها و مبادراتها النوعية، تعزيز الشراكة مع المجتمع المدنى بما يخدم القضايا المجتمعية و يسهم في مسيرة البناءالتنموى الوطنى .